# Bernulf Kanitscheider
Bernulf Kanitscheider (* 5. September 1939 in Hamburg; † 21. Juni 2017) war ein Philosoph und Wissenschaftstheoretiker. Er schrieb zur Naturphilosophie, vorwiegend zu Fragen der Kosmologie, der Lebensphilosophie und zu einem „aufgeklärten Hedonismus“.

## Leben
Kanitscheider studierte Philosophie, Mathematik und Physik an der Universität Innsbruck und promovierte dort 1964 zum Thema Das Problem des Bewusstseins. An der gleichen Universität habilitierte er 1970 mit dem Thema „Geometrie und Wirklichkeit“. 1974 wurde er auf den Lehrstuhl für Philosophie der Naturwissenschaft an der Universität Gießen berufen. Im Oktober 2007 trat Kanitscheider in den Ruhestand.
Er war Mitherausgeber der Zeitschriften Aufklärung und Kritik und Philosophia naturalis sowie Mitglied des Beirats der Zeitschriften Folia Humanistica, Argumentos de Razón Técnica, Erkenntnis und Zeitschrift für allgemeine Wissenschaftstheorie. Ferner gehörte er dem wissenschaftlichen Beirat der Giordano Bruno Stiftung an und war Mitglied des Wissenschaftsrates der Gesellschaft zur wissenschaftlichen Untersuchung von Parawissenschaften und der Gesellschaft für kritische Philosophie Nürnberg.
In seiner Naturphilosophie vertrat er einen konsequenten Naturalismus, wonach sogar die kulturellen Leistungen des Menschen – der Gegenstand der Geisteswissenschaften – lediglich „Organisationsformen spontaner Ordnungsentstehung auf einer ontologisch frühen Schicht der Materie“ darstellen.
Seit Mitte der 1990er Jahre verlagerte sich der thematische Schwerpunkt von Kanitscheiders Publikationen zur Praktischen Philosophie. Als Abschluss dieser Schaffensperiode kann sein Buch Das hedonistische Manifest (2011) betrachtet werden. Eine Kernaussage war z. B.: „Julien Offray de La Mettrie war zweifellos der kompromissloseste und freimütigste Verteidiger der Lebenslust unter den Philosophen.“ Neben La Mettrie ist es vor allem der Marquis de Sade, dessen Positionierung zum Hedonismus Kanitscheider immer wieder, auch in Die Materie und ihre Schatten (2007), ventilierte. Der La-Mettrie-Kenner Bernd A. Laska kritisierte Kanitscheiders Bemühungen, Sade neben La Mettrie als Ahnherrn einer hedonistischen Ethik heranzuziehen, als inkonsequent.
In vielen seiner Monographien, besonders aber in „Kleine Philosophie der Mathematik“, argumentiert Kanitscheider, dass die formale Strenge der Mathematik Vorbild und Orientierungspunkt für Wissenschaft überhaupt sein kann. Dazu zeigt er auf, dass die von geisteswissenschaftlicher Seite zuweilen betonten Aporien der Mathematik (wie etwa bestimmte Probleme der Mengenlehre oder die Arbeiten Kurt Gödels) weder grundsätzlich die Gültigkeit mathematisch-logischen Denkens  desavourieren, noch dass sie als Probleme nicht formal präzise beschreibbar wären. Gleichzeitig versucht er darzulegen, dass sich dezidiert von formaler Logik abgrenzende wissenschaftliche Methoden wie etwa die Phänomenologie, trotz gegenteiliger Behauptung der Phänomenologen, nicht an die Präzision mathematisch-logischer Methoden heranreichen.

## Schriften (Auswahl)
- Geometrie und Wirklichkeit. Duncker & Humblot, Berlin 1971, ISBN 978-3-428-02495-7.
- Vom absoluten Raum zur dynamischen Geometrie. Bibliographisches Institut, Zürich 1976, ISBN 978-3-411-01506-1.
- Materie – Leben – Geist. Zum Problem der Reduktion der Wissenschaften. Duncker & Humblot, Berlin 1979, ISBN 3-428-04336-7.
- Philosophie und moderne Physik. Systeme, Strukturen, Synthesen. WBG, Darmstadt 1979, ISBN 978-3-534-00808-7.
- Wissenschaftstheorie der Naturwissenschaft. Walter de Gruyter, Berlin 1981, ISBN 978-3-11-006811-5.
- Moderne Naturphilosophie. Königshausen und Neumann, Würzburg 1984, ISBN 978-3-88479-076-2.
- Das Weltbild Einsteins. C.H. Beck, München 1988, ISBN 3-406-33002-9.
- Kosmologie: Geschichte und Systematik in philosophischer Perspektive. Reclam, Stuttgart 1991, ISBN 978-3-15-008025-2 (Neuaufl. 2013).
- Von der mechanistischen Welt zum kreativen Universum. Zu einem neuen philosophischen Verständnis der Naturwissenschaft. WBG, Darmstadt 1993, ISBN 978-3-534-11296-8
- Auf der Suche nach dem Sinn. Insel, Frankfurt/M. 1995, ISBN 3-458-33448-3.
- Im Innern der Natur. WBG, Darmstadt 1996, ISBN 978-3-534-23381-6 (Sonderausg. 2010).
- Bernulf Kanitscheider, Karl Grammer (Hrsg.): Liebe, Lust und Leidenschaft. Sexualität im Spiegel der Wissenschaft. unter Mitwirkung von Berthold Suchan. Hirzel, Stuttgart 1998, ISBN 3-7776-0795-9 (Edition Universitas).
- Bernulf Kanitscheider, Franz Josef Wetz (Hrsg.), unter Mitarbeit von Berthold Suchan: Hermeneutik und Naturalismus. Mohr Siebeck, Tübingen 1998.
- Drogenkonsum. Bekämpfen oder Freigeben? Hirzel, Stuttgart 2000, ISBN 3-7776-0999-4.
- mit Bettina Dessau: Von Lust und Freude. Insel, Frankfurt/M. 2000, ISBN 3-458-34258-3.
- Die Materie und ihre Schatten. Naturalistische Wissenschaftsphilosophie. Alibri Verlag, Aschaffenburg 2007, ISBN 3-86569-015-7.
- Entzauberte Welt. Über den Sinn des Lebens in uns selbst – eine Streitschrift. Hirzel, Stuttgart 2008, ISBN 978-3-7776-1603-2.
- Das hedonistische Manifest. Hirzel, Stuttgart 2011, ISBN 978-3-7776-2107-4.
- Natur und Zahl. Die Mathematisierbarkeit der Welt. Springer Spektrum, Berlin / Heidelberg 2013, ISBN 978-3-642-37707-5.
- Kleine Philosophie der Mathematik. Hirzel, Stuttgart 2017, ISBN 978-3-7776-2637-6.

## Sekundärliteratur
- Martin Mahner: Bernulf Kanitscheider (1939–2017), in: skeptiker, 3/2017, S. 142.